# Штебелов
Штебелов (нім. Stäbelow) — громада в Німеччині, розташована в землі Мекленбург-Передня Померанія. Входить до складу району Росток. Складова частина об'єднання громад Варнов-Вест.
Площа — 14,98 км2. Населення становить 1384 ос. (станом на 31 грудня 2020).

## Галерея

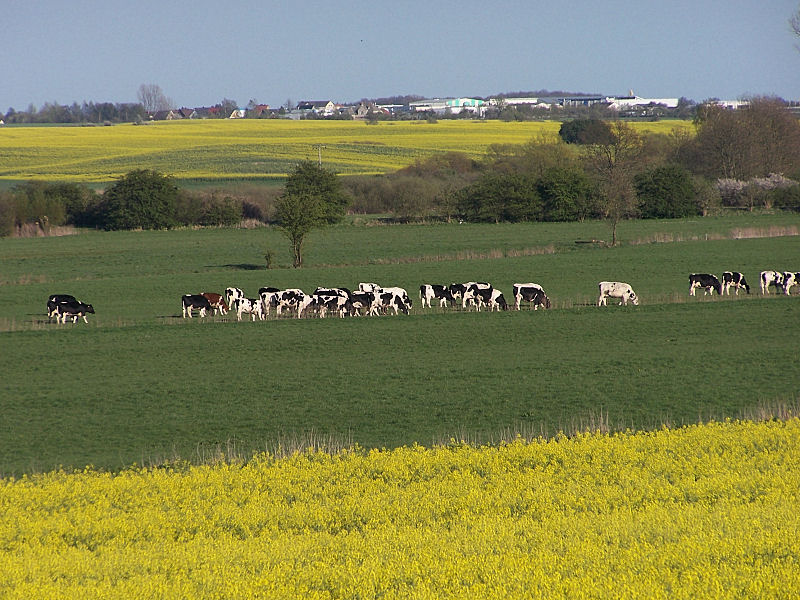